# Журавлёвка (Черноморский район)
Журавлёвка (укр. Журавлівка, крымскотат. Juravlövka) — село в Черноморском районе Республики Крым, в составе Далёковского сельского поселения (согласно административно-территориальному делению Украины — Далёковского сельского совета Автономной Республики Крым).

## Население
| 2001 | 2014 |
| ---- | ---- |
| 195  | ↘145 |

Всеукраинская перепись 2001 года показала следующее распределение по носителям языка
| Язык             | Процент |
| ---------------- | ------- |
| русский          | 61.54   |
| украинский       | 20      |
| крымскотатарский | 18.46   |

### Динамика численности
- 1989 год — 198 чел.[10]
- 2001 год — 195 чел.[11]
- 2009 год — 153 чел.[12]
- 2014 год — 145 чел.[13]

## География
Журавлёвка — небольшое село на северо-востоке района, степном Крыму, в 2,8 км южее автодороги Т-0107 Черноморское — Воинка, высота центра села над уровнем моря — 45 м. Ближайшие населённые пункты — Далёкое в 2,2 км на север и Зоряное в 3,5 км на юг. Расстояние до райцентра около 40 километров (по шоссе), ближайшая железнодорожная станция — Евпатория — примерно 60 километров. Транспортное сообщение осуществляется от шоссе 35К-013 Черноморское — Евпатория и 35К-012 Черноморское — Воинка по региональной автодороге 35Н-602 Далёкое — Знаменское (по украинской классификации — С-0-11701).

## Современное состояние
На 2016 год в Журавлёвке числится 2 улицы и 1 переулок; на 2009 год, по данным сельсовета, село занимало площадь 154,6 гектара, на которой в 70 дворах числилось 153 жителя. Действуеют фельдшерско-акушерский пункт, сельский клуб, село связано автобусным сообщением с райцентром и соседними населёнными пунктами.

## История
Впервые поселение на месте Журавлёвки в доступных исторических документах встречается на двухкилометровке РККА 1942 года, обозначенное, как 1-е отделение совхоза, в послевоенное время называвшегося «Дальний». Время присвоения селу современного названия пока не установлено. С 25 июня 1946 года селение в составе Крымской области РСФСР. 26 апреля 1954 года Крымская область была передана из состава РСФСР в состав УССР. С начала 1950-х годов, в ходе второй волны переселения (в свете постановления № ГОКО-6372с «О переселении колхозников в районы Крыма»), в Черноморский район приезжали переселенцы из различных областей Украины. Время включения в состав Кировского сельсовета пока не установлено: на 15 июня 1960 года село уже числилось в его составе. По данным переписи 1989 года в селе проживало 198 человек. С 12 февраля 1991 года село в восстановленной Крымской АССР, 26 февраля 1992 года переименованной в Автономную Республику Крым. С 21 марта 2014 года в составе Крыма аннексирована Россией.